# Promonocyt
Promonocyt – prekursor monocytów; w rozwoju białych krwinek znajduje się pomiędzy monoblastem a monocytem. Promonocyty mają delikatnie zawinięte, pofałdowane lub rowkowane jądro z drobno rozproszoną chromatyną oraz drobnoziarnistą cytoplazmę; jąderko jest małe, niewyraźne lub nie ma go wcale.